# Ẋ
Cette page contient des caractères spéciaux ou non latins. S’ils s’affichent mal (▯, ?, etc.), consultez la page d’aide Unicode.
Ẋ (minuscule : ẋ), appelé X point suscrit, est une lettre additionnelle latine, utilisée dans l’écriture du tchétchène.
Il s’agit de la lettre X diacritée d’un point suscrit.

## Utilisation
En tchétchène, ‹ Ẋ, ẋ › est utilisé pour représenter une consonne fricative pharyngale sourde /ħ/.

## Représentations informatiques
Le X point suscrit peut être représenté avec les caractères Unicode suivants :
- précomposé (latin étendu A)[1] :

| formes    | représentations | chaînes de caractères | points de code | descriptions                            |
| --------- | --------------- | --------------------- | -------------- | --------------------------------------- |
| capitale  | Ẋ               | Ẋ                     | U+1E8A         | lettre majuscule latine x point en chef |
| minuscule | ẋ               | ẋ                     | U+1E8B         | lettre minuscule latine x point en chef |

- décomposé (latin de base, diacritiques) :

| formes    | représentations | chaînes de caractères | points de code | descriptions                                        |
| --------- | --------------- | --------------------- | -------------- | --------------------------------------------------- |
| capitale  | Ẋ               | X◌̇                    | U+0058 U+0307  | lettre majuscule latine x diacritique point en chef |
| minuscule | ẋ               | x◌̇                    | U+0078 U+0307  | lettre minuscule latine x diacritique point en chef |